# 滨河体育中心
37°52′28″N 112°31′33″E / 37.87443°N 112.52580°E

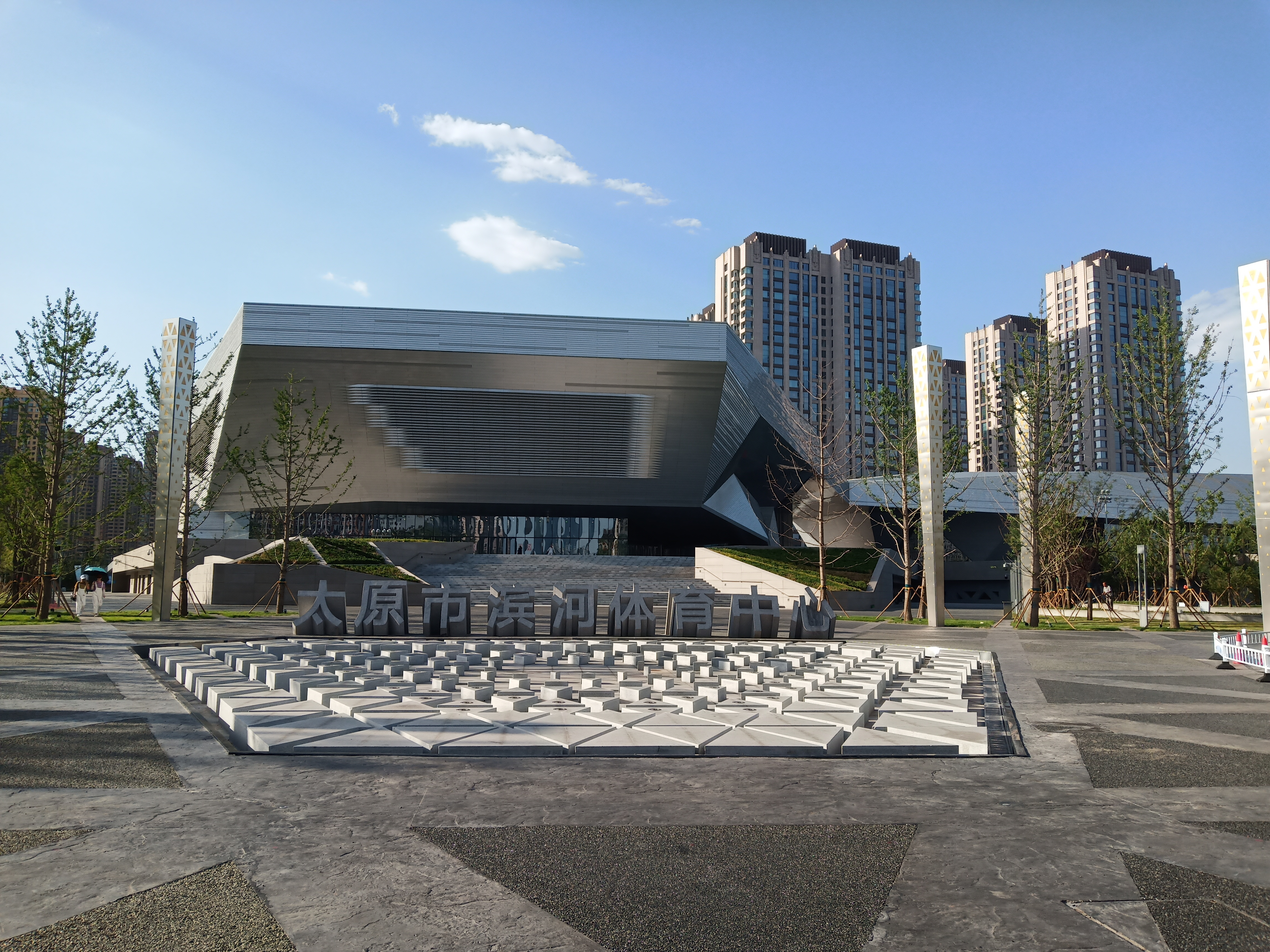
滨河体育中心

滨河体育中心，是位于中华人民共和国山西省太原市的一个体育中心，地址在太原市万柏林区漪汾街1号。

## 沿革
1998年，主馆基本竣工建成，占地10公顷，建筑面积21300平方米。该体育中心一度是CBA山西汾酒俱乐部的主场，后球队迁移到山西体育中心体育馆。
2008年“全球通”女子摔跤世界杯比赛在滨河体育中心开幕。
2011年9月4日，太原国际马拉松赛在滨河体育中心呜枪开跑。
2017年，太原滨河体育中心进行改扩建工程项目。
2019年3月，太原市滨河体育中心改扩建工程完工。